# دهستان بیدزرد
دهستان بیدزرد، یکی از دهستان‌های بخش مرکزی شهرستان شیراز در استان فارس ایران است.

## جمعیت
براساس سرشماری عمومی نفوس و مسکن در سال ۱۳۹۵، جمعیت دهستان بیدزرد برابر با ۲۲،۰۶۳ نفر (۶۳۹۳ خانوار) بوده‌است.